# Portugiesische Synagoge Amsterdams

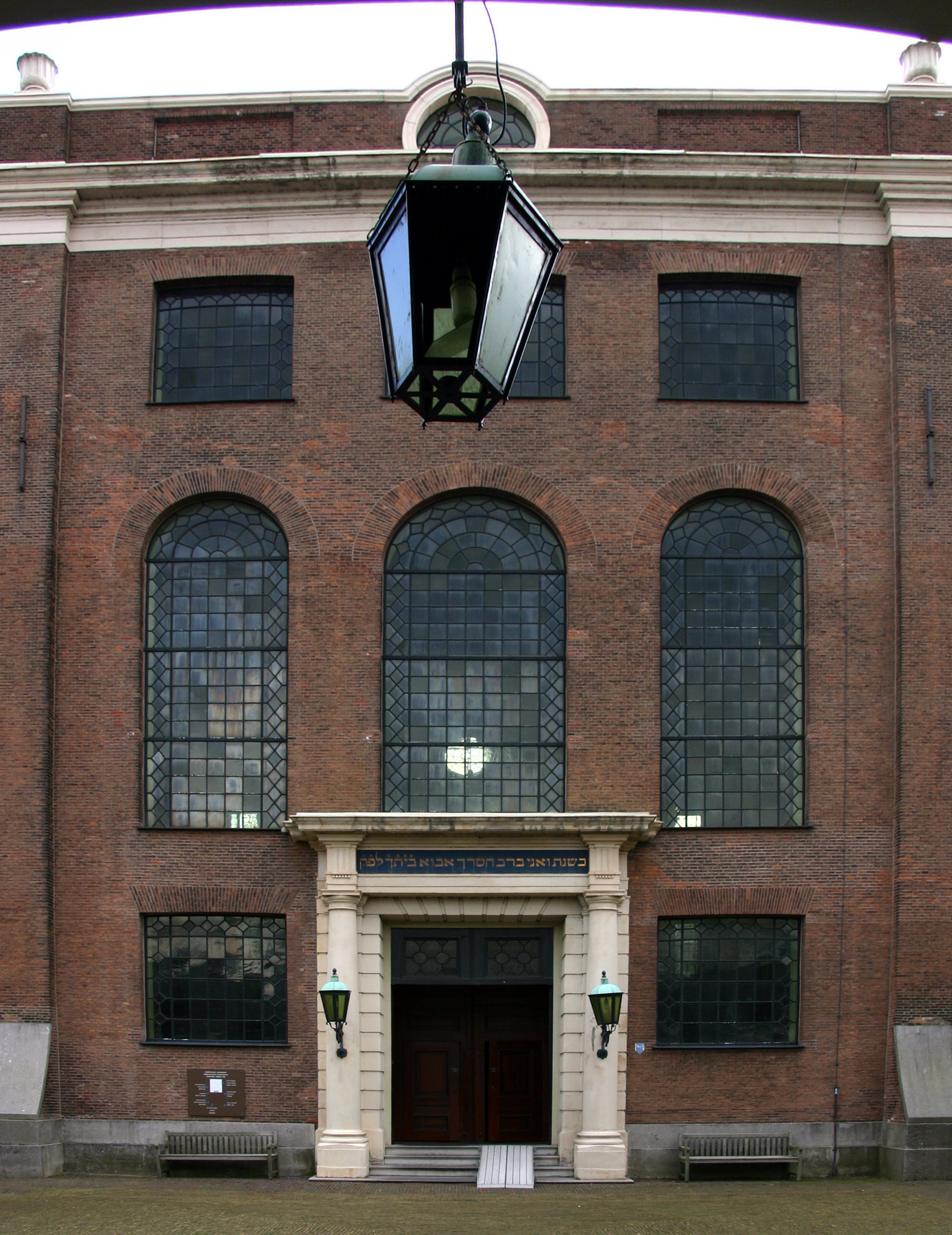
Esnoga (Portal)

Esnoga (Seitenansicht)

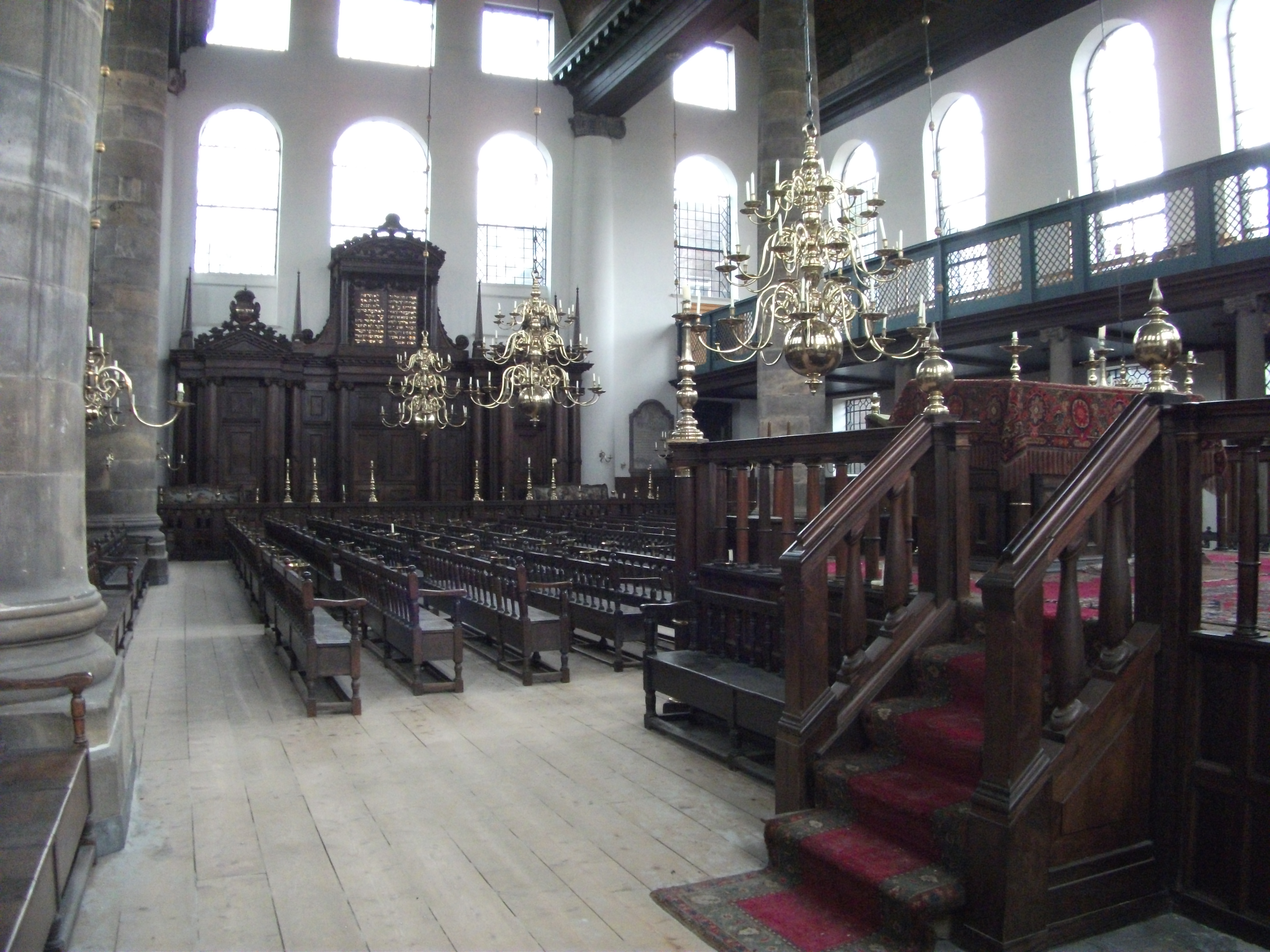
Innenansicht

Die Portugiesische Synagoge Amsterdams, genannt Esnoga (אסנוגה oder Snoge, niederländisch Portugees-Israëlietische Synagoge), liegt an der Visserplein-Straße, nahe dem Stadtzentrum von Amsterdam.

## Geschichte
Die prächtige Synagoge wurde im 17. Jahrhundert, dem „goldenen Jahrhundert“ der Niederlande, gebaut. Bauherrin war die Amsterdamer Gemeinde der Juden portugiesischer und spanischer Abstammung (Sephardim). Die Synagoge wurde von 1671 bis 1675 nach einem Entwurf Elias Bouman erbaut, einem christlichen Bauunternehmer, der auch an der Grote Sjoel mitgearbeitet hatte. Die Einweihung fand am 2. August 1675 statt. Das Gebäude wurde zum Rijksmonument erklärt.
Die Architektur der Portugiesischen Synagoge Amsterdams war Vorbild für andere sephardische Synagogen. Ihr Grundriss inspirierte die Pläne der Synagogen in Livorno (17. Jahrhundert), der Bevis Marks Synagoge (1701) in London, die älteste heute noch bestehende Synagoge Englands, der Synagoge von Willemstad in Curaçao auf den Niederländischen Antillen (1732), der Synagoge von Paramaribo in Surinam (1737), der Touro-Synagoge in Newport auf Rhode Island (1759), die älteste Synagoge in Nordamerika, und der Shearith Israel Synagoge in New York City (1897). Von 1953 bis 1957 wurde die Synagoge restauriert.
Im Gebäudekomplex der Synagoge befindet sich die älteste noch aktive jüdische Bibliothek, die Bibliothek Ets Haim. Eine hölzerne Bundeslade und beeindruckende Leuchter gehören zum viel beachteten Inventar.
Nach dem Zweiten Weltkrieg und dem Holocaust zählt die Gemeinde nicht mehr als 700 Mitglieder. Das Gebäude blieb während der deutschen Besatzungszeit unzerstört. Es ist heute für das Publikum zugänglich, unweit des Hauses Isaac de Pintos.